# Kostel Nejsvětější Trojice (Zdounky)
Kostel Nejsvětější Trojice ve Zdounkách na Kroměřížsku je původem gotická stavba, která je poprvé zmiňována k roku 1366.

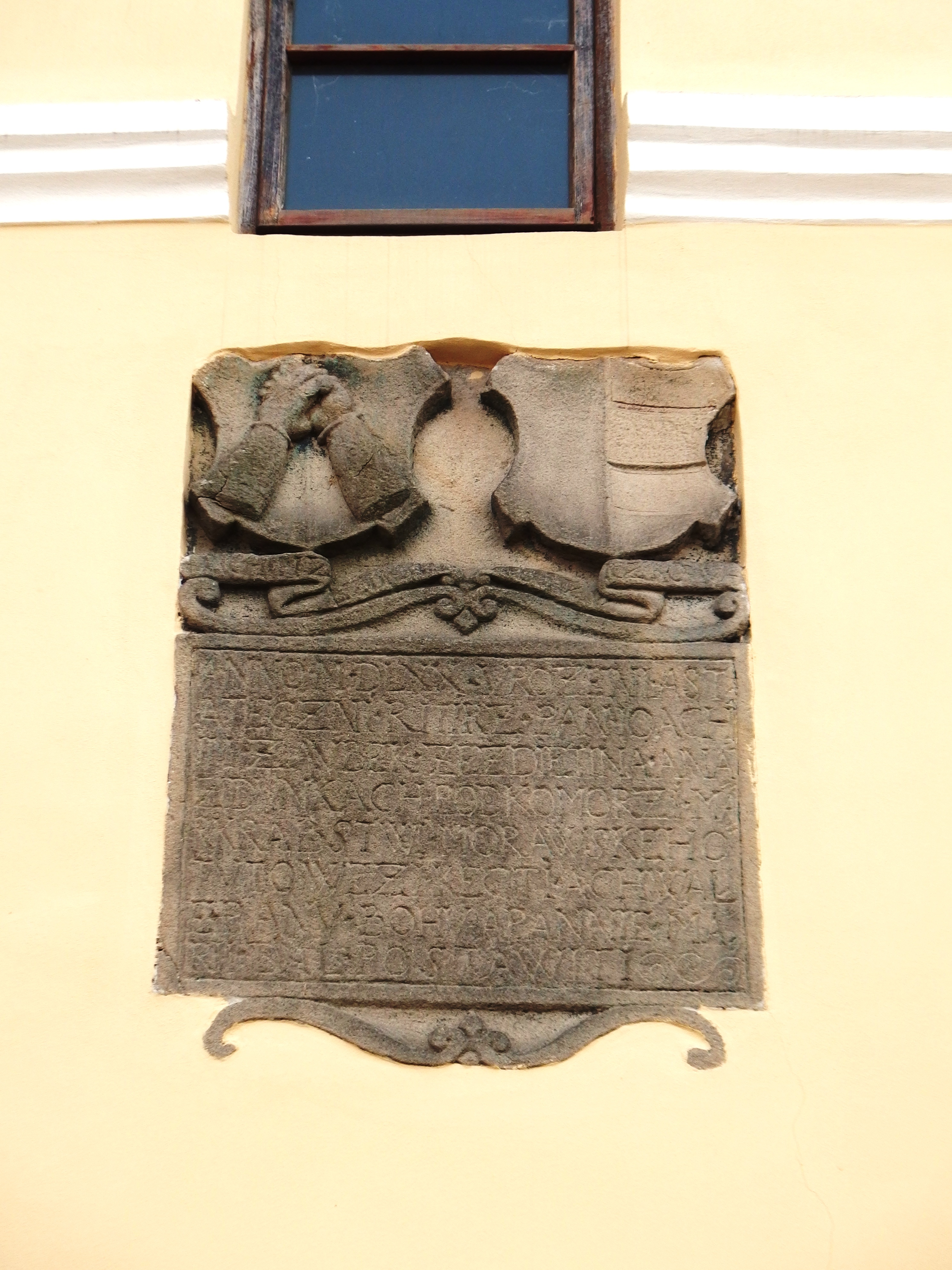
Pamětní deska nad vchodem kostelní věže

František Václav Peřinka autor knihy Vlastivěda moravská / Zdounecký okres soudí, že kostel vznikl přestavěním staré tvrze. Podle nápisu nad vchodem osazené pamětní desky byla v roce 1570 zásluhou majitele zdouneckého panství Jáchyma Zoubka ze Zdětína dokončena přístavba kostelní věže.
Současná podoba je barokní, z 18. století. Kostel je chráněn jako kulturní památka. Jde o farní kostel farnosti Zdounky. U kostela se nachází i hřbitov.